# 長體細棘鯛
長體細棘鯛輻鰭魚綱金眼鯛目燧鯛亞目燧鯛科的其中一種，分布於西南太平洋的紐西蘭海域，棲息深度可達70公尺，體長可達72公分，棲息在中上層水域，夜行性，以底棲生物為食，無任何經濟價值。

## 擴展閱讀
維基物種上的相關：長體細棘鯛